# Passo Vezzena
Průsmyk Passo Vézzena je horský průsmyk nalézající se ve Vicentinských Alpách v nadmořské výšce 1 402 m n. m. na planině Vézzena, který spojuje náhorní plošinu Lavarone (provincie Trento) s náhorní plošinou Altopiano dei Sette Comuni (provincie Vicenza). Průsmyk se nachází 38 km východně od města Trento a 21 km severozápadně od města Asiago a leží na území obce Levico Terme.

## Charakteristika
Oblast Vezzena se vyznačuje rozsáhlými pastvinami, které jsou v důsledku dělostřeleckého bombardování za první světové války zvlněné a v zimním období se mění v lyžařské středisko.
Až do roku 1605 průsmyk označoval hranici starobylé samostatné federace sedmi obcí Federazione dei Sette Comuni, ale po tomto datu, tj. po kongresu v Roveretu, se planina Vezzena stala součástí území Trentina (v současnosti patří pod obec Levico Terme). V roce 1914 se průsmyk nacházel v blízkosti tehdejší hranice mezi Italským královstvím a Rakousko-Uherskem, která se nacházela u Termine (asi 3 km od průsmyku, směrem na Asiago), která nyní označuje hranici mezi provinciemi Trento a Vicenza. V oblasti se zachovalo mnoho artefaktů, které svědčí o přítomnosti vojenských jednotek v oblasti během první světové války: v blízkosti průsmyku stojí dvě rakousko-uherské pevnosti, Fort Vezzena a Fort Verle.
V roce 2008 zrekonstruovali alpští vojáci v blízkosti průsmyku kostelík Santa Zita (pojmenovaný na počest císařovny Zity Bourbonsko-Parmské), který byl postaven Rakušany v roce 1917 a po druhé světové válce zbořen.

## Lyžařské středisko
Lyžařské středisko Passo Vezzena je spojeno s alpským i klasickým lyžováním.
Alpské lyžování je zahrnuto do lyžařské oblasti Lavarone díky přítomnosti sedačkové lanovky Vezzena, u níž končí stejnojmenná sjezdovka s nízkou obtížností. Na tento vlek navazují i další sjezdovky patřící do okrsku, které sahají až do lokality Bertoldi. Kromě toho se zde nachází malá sjezdovka pro začátečníky s lyžařským vlekem.
Pro klasické lyžování je naopak určen okruh o délce 18 km střední obtížnosti patřící k běžeckému centru Millegrobbe.

## Galerie

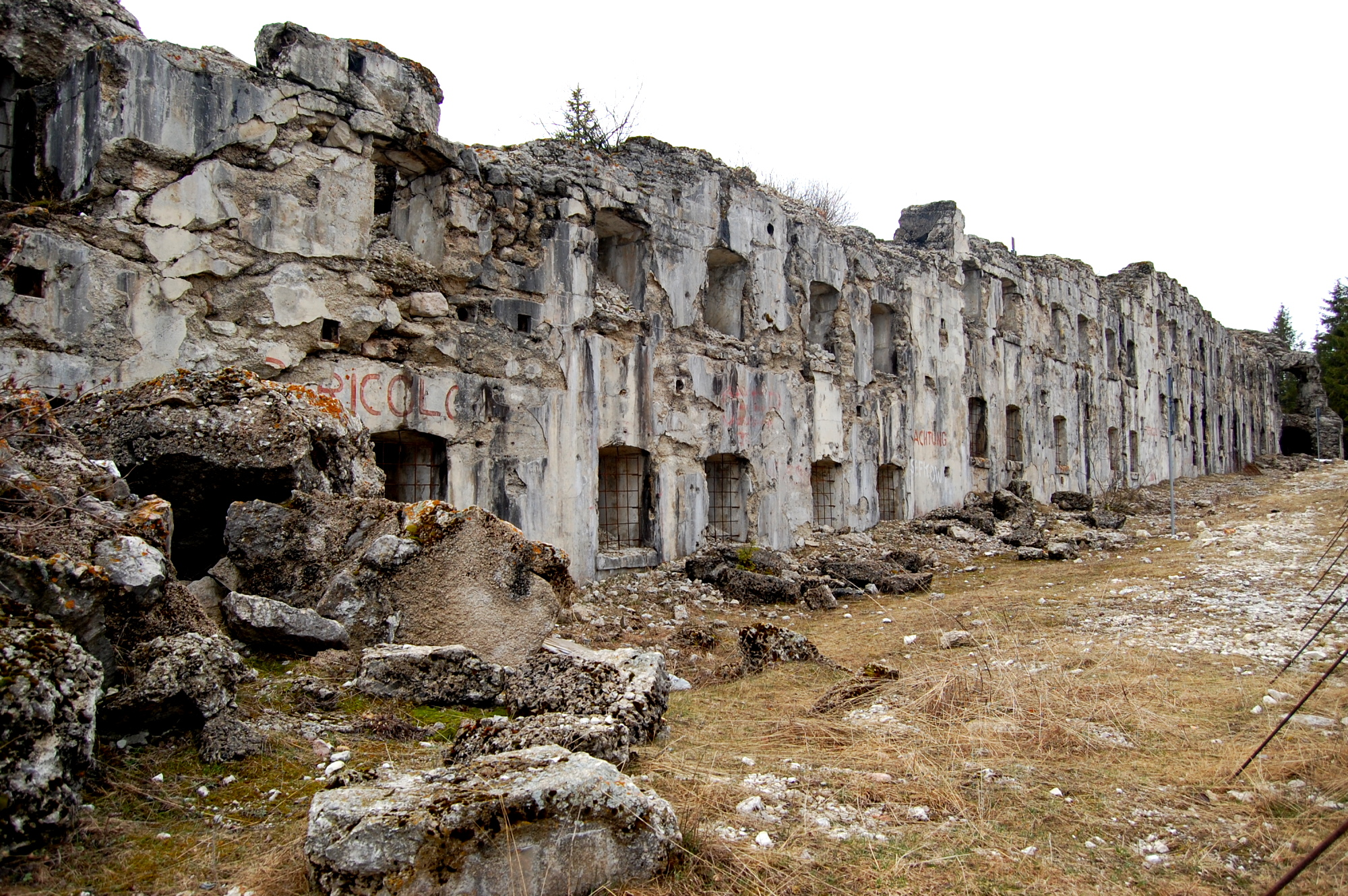
Pohled na zříceninu pevnosti Fort Verle, která se nachází kousek od průsmyku Vezzena.
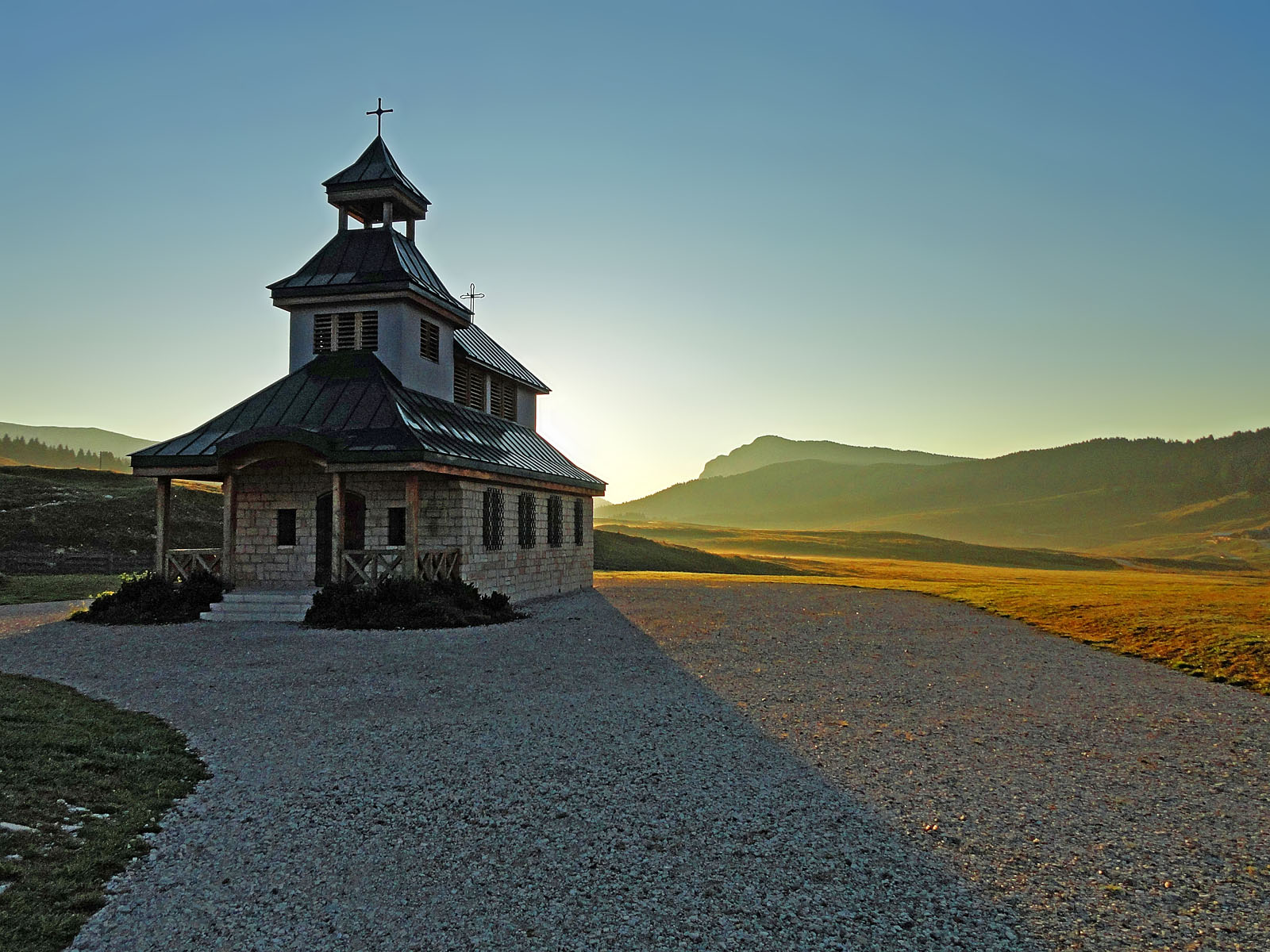
kostelík Santa Zita
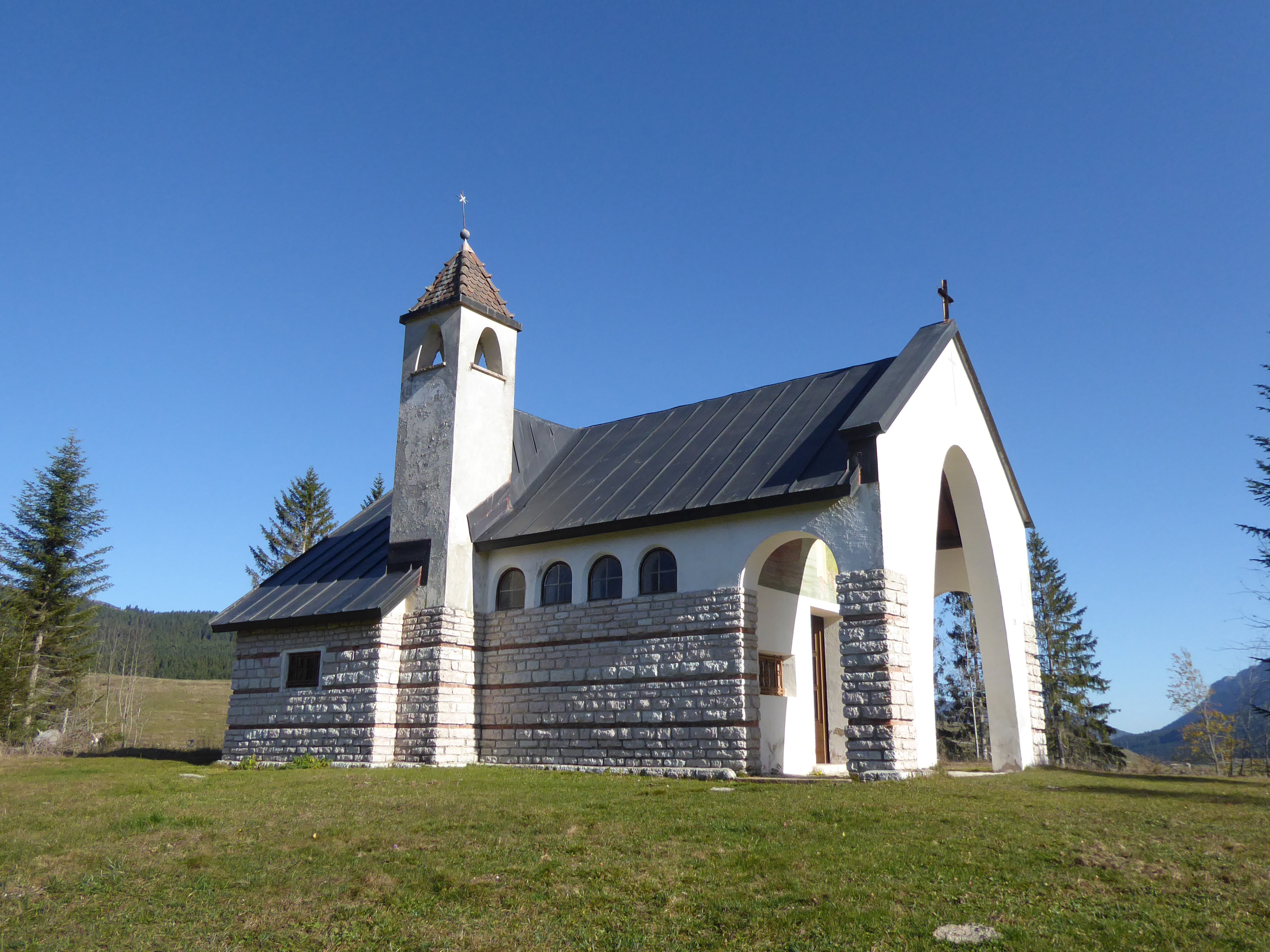
Passo Vezzena, kostel San Giovanni Battista